# Liste des compétitions automobiles en Australie
La liste suivante recense les différents championnats automobiles se déroulant en Australie.
| Monoplace                     | |                            |                           |                                                |                                                                        |
| Formule 3                     | Championnat d'Australie des pilotes                                                                                               | 1957–...                   | Simon Hodge               | Mygale M11-Mercedes                            | Bib Stillwell (4) Alfredo Costanzo (4)                                 |
| Formule 3                     | Championnat d'Australie de Formule 3                                                                                              | 1999-...                   | Simon Hodge               | Mygale M11-Mercedes                            | Paul Stephenson (2) Tim Macrow (2)                                     |
| Formule Junior                | Championnat d'Australie de Formule Junior                                                                                         | 1962-1963                  | Leo Geoghegan             | Lotus 22 Ford                                  |                                                                        |
| Formule Tasman                | Tasman Series | 1964–1975                  | Warwick Brown             | Lola T332 Chevrolet                            | Jim Clark (3) Graham McRae (3)                                         |
| Formule 2                     | Championnat d'Australie de Formule 2                                                                                              | 1964-1988                  | Rohan Onslow              | Cheetah Mk8 Volkswagen Ralt RT30/85 Volkswagen | Greg Cusack (twice) Max Stewart (2) Leo Geoghegan (2) Peter Glover (2) |
| Formule australienne 1½ Litre | Championnat d'Australie 1½ Litre                                                                                                  | 1964–1968                  | Max Stewart Garrie Cooper | Rennmax Ford Elfin Ford                        | Max Stewart (2)                                                        |
| Formule Volkswagen            | Championnat d'Australie de Formule Vee                                                                                            | 1969–...                   | Tim Brook                 | Jacer F2K14-Volkswagen                         | Frank Haire (5)                                                        |
| Formule Ford                  | Championnat d'Australie de Formule Ford                                                                                           | 1970–...                   | Thomas Randle             | Mygale SJ13A-Ford                              |                                                                        |
| Superkart                     | Championnat d'Australie de Superkart                                                                                              | 1989–...                   | Gary Pegoraro             | Anderson-BRC                                   | Warren McIlveen (7)                                                    |
| Formule Holden                | Championnat d'Australie des pilotes Championnat d'Australie de Formule 4000                                                       | 1989-2006                  | Derek Pingel              | Reynard 95D Holden                             | Mark Skaife (3) Paul Stokell (3)                                       |
| Voiture de sport              | |                            |                           |                                                |                                                                        |
| Grand tourisme                | Championnat d'Australie GT | 1960-...                   | Richard Muscat            | Mercedes-Benz SLS AMG                          | David Wall (2) Mark Eddy (2) Klark Quinn (2)                           |
| Grand tourisme                | Porsche GT3 Cup Challenge Australia                                                                                               | 2008–...                   | Fraser Ross               | Porsche 997 GT3 Cup                            | Roger Lago (2)                                                         |
| Groupe A                      | Championnat d'Australie des voitures de sport                                                                                     | 1969-1988                  | Alan Nolan                | Nola Chevrolet                                 | John Harvey (2) Ross Mathieson (2) John Latham (2) Chris Clearihan (2) |
| Sports Sedans                 | Australian Sports Sedans Series                                                                                                   | 1976-...                   | Tony Ricciardello         | Alfa Romeo Alfetta GTV-Chevrolet               | Tony Ricciardello (8)                                                  |
| Nations Cup GT Cars           | Australian Nations Cup Championship                                                                                               | 2000-2004                  | Paul Stokell              | Lamborghini Diablo GTR                         | Jim Richards (3)                                                       |
| Aussie Racing Cars            | Aussie Racing Cars | 2001-...                   | Darren Chamberlin         | Aurion-Yamaha                                  | Paul Kemal (3)                                                         |
| Porsche Carrera Cup           | Porsche Carrera Cup Australie | 2003-...                   | Steven Richards           | Porsche 991 GT3 Cup R                          | Craig Baird (5)                                                        |
| Radical Cup                   | Radical Australia Cup | 2009–...                   | Tim Berryman              | Radical SR3                                    | Neale Muston (2)                                                       |
| Supersports                   | Sports Racer Series | 2010-...                   | Adam Proctor              | Stohr WF-1 Suzuki                              | Adam Proctor (4)                                                       |
| Tourisme                      | |                            |                           |                                                |                                                                        |
| V8 Supercars                  | International V8 Supercars Championship                                                                                           | 1960-...                   | Jamie Whincup             | Holden VF Commodore                            | Jamie Whincup (6)                                                      |
| V8 Supercars                  | Dunlop V8 Supercar Series | 2000-...                   | Paul Dumbrell             | Holden VE Commodore                            | Dean Canto (2) Steve Owen (2) Paul Dumbrell (2)                        |
| V8 Supercars                  | Kumho V8 Touring Car Series | 2008-...                   | Justin Ruggier            | Holden VZ Commodore                            |                                                                        |
| Groupe 3E                     | Championnat d'Australie des manufacturiers Championnat d'Australie d'endurance Championnat d'Australie des voitures de production | 1971-... 1981-... 1987-... | Beric Lynton              | BMW 1M                                         | Stuart Kostera (3) Garry Holt (3)                                      |
| Groupe 3E                     | Australian Suzuki Swift Series | 1995-...                   | Gus Robbins               | Suzuki Swift Sport RS                          | Allan Jarvis (2)                                                       |
| Groupe 3E                     | Australian GT Production Car Championship                                                                                         | 1996-2002                  | Brett Peters              | Subaru Impreza WRX STi                         | Brett Peters (2)                                                       |
| Groupe 3E                     | Australian Performance Car Championship                                                                                           | 2003-2007                  | Gary Young                | Mitsubishi Lancer RS-Evolution VIII            |                                                                        |
| NASCAR                        | Australian Superspeedway Championship (NASCAR)                                                                                    | 1988–2001                  | Andrew Miedecke           | Chevrolet Monte Carlo                          | Kim Jane (4)                                                           |
| AUSCAR                        | Australian Superspeedway Championship (AUSCAR)                                                                                    | 1988–1999                  | Leigh Watkins             | Ford Falcon                                    | Brad Jones (5)                                                         |
| Supertourisme                 | Championnat d'Australie de Supertourisme                                                                                          | 1993-2002                  | Alan Gurr                 | BMW 320i                                       | Paul Morris (4)                                                        |
| Commodore Cup                 | Commodore Cup National Series | 1994-2012                  | Adam Beechey              | Holden VS Commodore                            | Geoff Emery (5)                                                        |
| Saloon Cars                   | Australian Saloon Car Series | 2000-...                   | Travis Lindorff           | Holden VT Commodore                            | Bruce Heinrich (5)                                                     |
| V8 Utes                       | V8 Utes Series | 2001-...                   | Kris Walton               | Ford Falcon XR8                                | Warren Luff (2) Damien White (2) Grant Johnson (2) Ryal Harris (2)     |
| Touring Car Masters           | Touring Car Masters | 2007-...                   | John Bowe                 | Ford Mustang                                   | John Bowe (3)                                                          |
| Rallye                        | |                            |                           |                                                |                                                                        |
| Groupe N                      | Championnat d'Australie des rallyes                                                                                               | 1968-...                   | Scott Pedder              | Renault Clio                                   | Possum Bourne (7)                                                      |

## Course unique
| Catégorie           | Epreuve                           | Années   | Vainqueur en titre       | Voiture               | Plus titré(s)                          |
| ------------------- | --------------------------------- | -------- | ------------------------ | --------------------- | -------------------------------------- |
| Formule 1           | Grand Prix automobile d'Australie | 1928-... | Carlos Sainz Jr.         | Ferrari SF-24         | Lex Davison (4) Michael Schumacher (4) |
| Rallye              | Rallye d'Australie                | 1988-... | Sébastien Ogier          | Volkswagen Polo R WRC | Juha Kankkunen (4)                     |
| Voiture de tourisme | Bathurst 1000                     | 1960-... | Chaz Mostert Paul Morris | Ford FG Falcon        | Peter Brock (9)                        |